# Carlos Koppa
Carlos Koppa, nome artístico de Crisanto Viana Guimarães (Alagoa Grande, 25 de novembro de 1935), é um ator, humorista e empresário brasileiro, com diversas participações no cinema nas décadas de 60 e 70.
Ficou marcado por suas atuações no humorístico A Praça é Nossa onde interpretava um homem machão (com vários nomes e profissões diferentes) que era sempre incomodado pelos telefonemas/trotes do humorista Canarinho.

## Carreira
Carlos Koppa chegou à TV nos anos 1970, participando da primeira versão do Sítio do Picapau Amarelo, na TV Cultura. Koppa também esteve em novelas, como O Sheik de Ipanema (1975), A Leoa (1982) e Sombras do Passado (1983). Ele também participou de vários teleteatros na Cultura, dentre os quais Napoleão e Elvira, em 1976, ao lado de Irina Grecco, Guilherme Corrêa, Lola Brah, dentre outros; Cordiais Saudações, Mr. Kissinger, com Jofre Soares, Henrique Lisboa, Mário Guimarães, Anita Sbano e outros; Um Caso Extraordinário, tendo como protagonistas dois misteriosos cirurgiões vividos por Chico Martins e ele. No elenco, ainda, o empresário e ator Sandro Polloni, marido de Maria Della Costa. Ainda na TV Cultura, atuou nas novelas O Fiel e a Pedra, em 1981; O Coronel e o Lobisomem (1982).
Koppa iniciou sua carreira de ator no cinema, em filmes como O Grande Assalto (1967), Tempo de Violência (1969), Golias contra o Homem das Bolinhas (1969), Iracema, a Virgem dos Lábios de Mel (1979), Mulher Objeto (1981), Anjos do Arrabalde (1987) e Os Heróis Trapalhões (1988).
Seu trabalho mais marcante foi no programa A Praça é Nossa, no SBT,  interpretando sempre o homem que era prejudicado pelos gritos do personagem de Canarinho ao telefone. Após o falecimento de Canarinho em 2014, Koppa optou por encerrar sua atuação no humorístico.
Atualmente, Koppa mora na cidade de Votorantim, no interior paulista, onde possui um sítio, cuida do gado e produz queijos para a região.

## Vida pessoal
Carlos Koppa foi casado com a atriz Suely Franco, entre 1964 e 1974, com quem teve um filho chamado Carlos Franco Guimarães.

## Controvérsias
Em 2010, o jornal Cruzeiro do Sul relatou que Koppa havia sido detido pela Polícia Militar após uma confusão em seu sítio por limite de propriedade. Segundo o ator, uma advogada e seu irmão entraram em suas terras sem sua permissão; Koppa não gostou da invasão e os teria abordado portando uma pistola e uma espingarda. O ator não chegou a disparar a arma, mas teria brigado com o irmão da advogada, que quebrou o dedo mínimo da mão direita.
A polícia, avisada inicialmente que seria uma tentativa de roubo, chegou ao local e esclareceu a situação. Assim, Koppa, a advogada e o irmão foram levados para a delegacia de Votorantim. Segundo o jornal, Koppa, que é policial civil aposentado, tinha registro da pistola, mas não da espingarda, tendo ficado detido por esse motivo. O ator passou cerca de 24 horas detido. Preso no dia 24 de março de 2010, foi solto no dia seguinte, após seu advogado conseguir a liberação na justiça, fazendo-o responder ao processo por porte ilegal de arma em liberdade. Segundo informações da Agência Bom Dia, o ator afirmou que sempre andou armado e que não deixaria de portar um revólver "na cinta" mesmo após sua prisão.

## Filmografia

### No cinema
| Ano  | Título                                     | Personagem                             |
| ---- | ------------------------------------------ | -------------------------------------- |
| 1967 | O Grande Assalto                           | —                                      |
| 1967 | Mineirinho Vivo ou Morto                   | Matias                                 |
| 1968 | Juventude e Ternura                        | Contrabandista                         |
| 1968 | O Homem Nu                                 | Barman                                 |
| 1968 | Dois na Lona                               | —                                      |
| 1969 | Os Raptores                                | Detetive Marin                         |
| 1969 | Dois na Lona                               | Capanga                                |
| 1969 | Tempo de Violência                         | Comparsa                               |
| 1969 | Golias contra o Homem das Bolinhas         | Bonitão do parque                      |
| 1977 | Elas São do Baralho                        | Delegado                               |
| 1977 | Nem as Enfermeiras Escapam                 | Enfermeiro                             |
| 1977 | Antônio Conselheiro e a Guerra dos Pelados | —                                      |
| 1978 | O Estripador de Mulheres                   | Pascoal                                |
| 1979 | Iracema, a Virgem dos Lábios de Mel        | Araquém                                |
| 1979 | Terror e Êxtase                            | Chefe do tráfico                       |
| 1981 | Mulher Objeto                              | Genésio                                |
| 1982 | As Safadas                                 | Giba (Segmento: "Rainha do Fliperama") |
| 1987 | O País dos Tenentes                        | Coronel Xavier de Brito                |
| 1987 | Anjos do Arrabalde                         | Gaúcho                                 |
| 1988 | Os Heróis Trapalhões                       | Cicatriz                               |
| 1991 | Per Sempre                                 | —                                      |
| 1999 | Parceiros & Palermas                       | Carlos                                 |

### Na televisão
| Ano       | Título                      | Personagem                               | Notas                          |
| --------- | --------------------------- | ---------------------------------------- | ------------------------------ |
| 1959      | Teatrinho Trol              | —                                        | Episódio: "Mata Sete"          |
| 1965      | TV de Comédia               | Vários personagens                       |                                |
| 1970      | Toninho on the Rocks        | Irineu                                   |                                |
| 1971      | A Selvagem                  | —                                        |                                |
| 1973      | Jerônimo, o Herói do Sertão | Sansão                                   |                                |
| 1975      | O Sheik de Ipanema          | Bigorna                                  |                                |
| 1976-1977 | Tchan, a Grande Sacada      | Big-Ben                                  |                                |
| 1977      | Xeque-Mate                  | Matias                                   |                                |
| 1979      | Plantão de Polícia          | —                                        | Episódio: "Mulher de Bandido"  |
| 1980      | Sítio do Picapau Amarelo    | Jim das Selvas                           | Episódio: "Não Era Uma Vez"    |
| 1980      | Sítio do Picapau Amarelo    | Gênio                                    | Episódio: "O Gênio da Lâmpada" |
| 1981      | O Fiel e a Pedra            | —                                        |                                |
| 1982      | O Coronel e o Lobisomem     | Saturnino Barba-de-Gato                  |                                |
| 1982      | A Leoa                      | Chico                                    |                                |
| 1983      | Sombras do Passado          | Valdo                                    |                                |
| 1983      | Fernando da Gata            | —                                        |                                |
| 1990-2014 | A Praça é Nossa             | Seu Aurélio Crisanto (Lourão do Orelhão) |                                |

### No teatro
| Ano  | Título                 |
| ---- | ---------------------- |
| 1979 | O Pagador de Promessas |